# Ꟊ
Pour les articles homonymes, voir S barré.
S barré (majuscule : Ꟊ (S), minuscule : ꟊ (s)) est une lettre additionnelle de l’alphabet latin qui était utilisée dans l’écriture du gaulois et en latin.
Cette lettre est formée d’un S diacrité avec une barre inscrite. Elle n’est pas à confondre avec le S barré obliquement ‹ Ꞩ, ꞩ › ni avec le S barré diagonalement ‹ S̸, s̸ ›.

## Utilisation

### Latin
En latin, le s barré était utilisé comme symbole abréviatif pour secutor, servus (« esclave »), ou Sextus. Le double s barré ‹ ss › était utilisé pour sestersii ou sextarii.

### Gallo-latin
Après avoir utilisé l’alphabet grec les Gaulois utilisèrent l’alphabet latin pour retranscrire leur langue (on parle alors de gallo-latin), mais conservèrent quelques lettres du précédent alphabet pour noter des sons inconnus du second, dont le thêta (Θ) qui serait l’origine de ce caractère. Le son correspond à la /ð/ et proviendrait de l’altération d’un s et d’un d consécutifs (dans l’un ou l’autre sens). Il évoluera plus tard vers un double ou simple s barré ss, puis vers de simples s (signe d’une évolution de la prononciation) ; les Romains appelaient ce signe tau gallicum et lui prêtaient un pouvoir magique.

### Zoulou
Le s barré diacrité d’un point suscrit ‹ ꟊ̇ › est utilisé dans l’orthographe zouloue de la Norwegian Society, notamment dans la grammaire zouloue de Hans P. Schreuder publiée en 1850,.

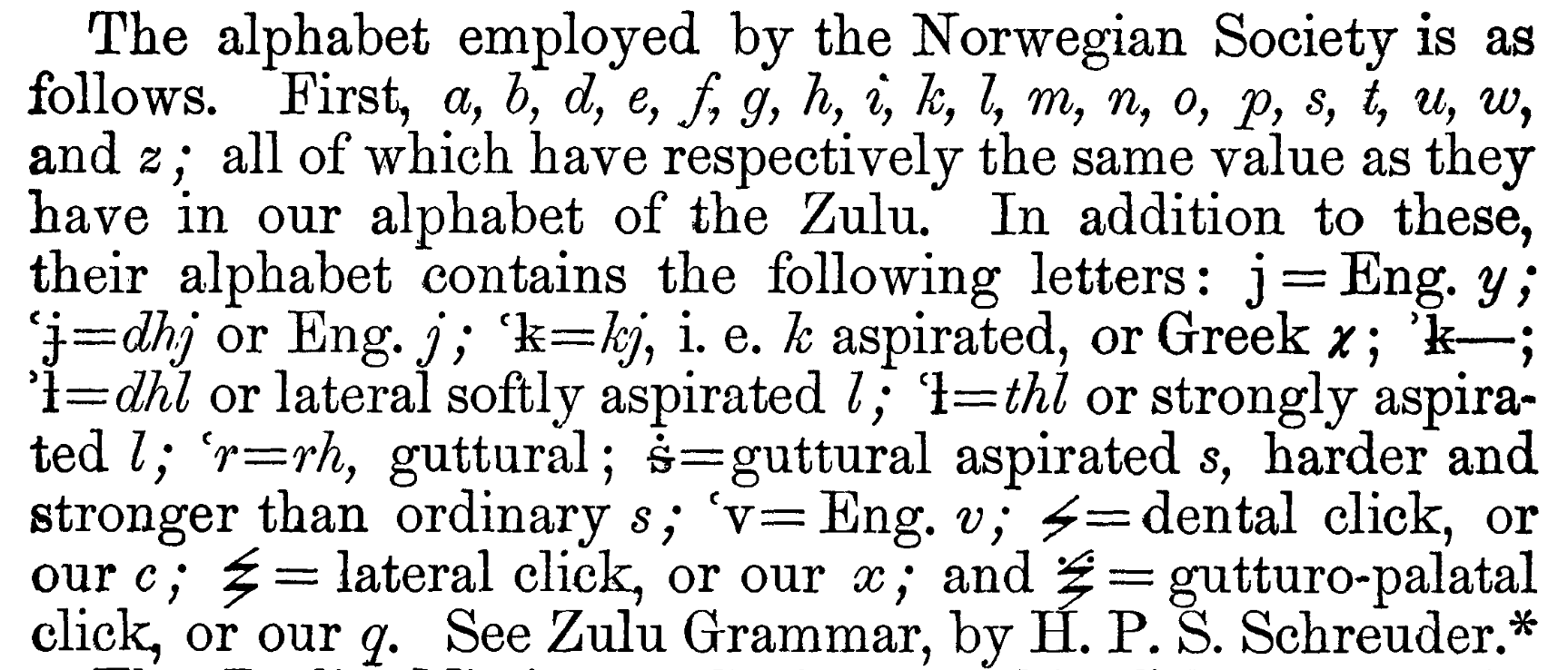
Description de l’alphabet zoulou de la Norwegian Society dans Grout 1853.

### Symbole phonétique
Le ꟊ est utilisé comme symbole phonétique, en 1861 par C. A. E. Jessen, pour représenter une consonne fricative palato-alvéolaire sourde [ʃ].

## Représentation informatique
Le S barré peut être représenté avec les caractères Unicode suivants :
| formes    | représentations | chaînes de caractères | points de code | descriptions                    |
| --------- | --------------- | --------------------- | -------------- | ------------------------------- |
| capitale  | Ꟊ               | Ꟊ                     | U+A7C9         | lettre majuscule latine s barré |
| minuscule | ꟊ               | ꟊ                     | U+A7CA         | lettre minuscule latine s barré |